# Communauté de communes Ponthieu-Marquenterre
La communauté de communes Ponthieu-Marquenterre est une communauté de communes française, située dans le département de la Somme, en région Hauts-de-France.

## Historique
Dans le cadre des dispositions de la loi portant nouvelle organisation territoriale de la République du 7 août 2015, qui prévoit que les établissements publics de coopération intercommunale (EPCI) à fiscalité propre doivent avoir un minimum de 15 000 habitants, la préfète de la Somme propose en octobre 2015 un projet de nouveau schéma départemental de coopération intercommunale (SDCI) qui prévoit la réduction de 28 à 16 du nombre des intercommunalités à fiscalité propre du Département. 
Ce projet prévoit la « fusion des communautés de communes Authie-Maye, de Nouvion et du Haut-Clocher », le nouvel ensemble de 33 400 habitants regroupant 71 communes,, retrouvant ainsi les limites de l’ancien syndicat du Ponthieu-Marquenterre. À la suite de l'avis favorable des intercommunalités concernées, (malgré les réticences de certaines communes) et de la commission départementale de coopération intercommunale en janvier 2016, la préfecture sollicite l'avis formel des conseils municipaux et communautaires concernés en vue de la mise en œuvre de la fusion le 1er janvier 2017,.
L'arrêté préfectoral définitif est publié le 14 décembre 2016,.
Les communes de Saint-Riquier, Long et Pont-Remy souhaitent cependant quitter la communauté pour rejoindre la communauté d'agglomération Baie de Somme dont elles se sentent plus proches.
Le 1er janvier 2025, les communes de Bussus-Bussuel et de Yaucourt-Bussus fusionnent pour constituer la commune nouvelle de Bussus-lès-Yaucourt.

## Territoire communautaire

### Géographie
Le territoire communautaire correspond aux communes des trois anciennes communautés regroupées. Il va, d'ouest en est, du littoral de la Manche au plateau picard et, du nord au sud, de l'Authie à la Somme, en excluant la communauté d'agglomération abbevilloise.

### Toponymie
L'appellation Ponthieu-Marquenterre reprend le terme utilisé pour le syndicat du Ponthieu-Marquenterre, entité qui recouvrait le même territoire.

### Composition
La communauté de communes est composée des 70 communes suivantes :

| Nom                       | Code Insee | Gentilé         | Superficie (km2) | Population (dernière pop. légale) | Densité (hab./km2) |
| ------------------------- | ---------- | --------------- | ---------------- | --------------------------------- | ------------------ |
| Rue (siège)               | 80688      | Ruens           | 29,06            | 3 050 (2022)                      | 105                |
| Agenvillers               | 80006      | Agenvillerois   | 5,98             | 231 (2022)                        | 39                 |
| Ailly-le-Haut-Clocher     | 80009      | Aillacois       | 10,81            | 1 021 (2022)                      | 94                 |
| Argoules                  | 80025      | Argoulois       | 9,45             | 324 (2022)                        | 34                 |
| Arry                      | 80030      |                 | 7,34             | 218 (2022)                        | 30                 |
| Bernay-en-Ponthieu        | 80087      | Bernayens       | 9,97             | 240 (2022)                        | 24                 |
| Le Boisle                 | 80109      |                 | 11,68            | 330 (2022)                        | 28                 |
| Boufflers                 | 80118      | Boufflerois     | 5,62             | 115 (2022)                        | 20                 |
| Brailly-Cornehotte        | 80133      |                 | 11,5             | 214 (2022)                        | 19                 |
| Brucamps                  | 80145      |                 | 6,37             | 150 (2022)                        | 24                 |
| Buigny-l'Abbé             | 80147      | Buignotins      | 7,22             | 337 (2022)                        | 47                 |
| Buigny-Saint-Maclou       | 80149      | Buignacois      | 7,3              | 522 (2022)                        | 72                 |
| Bussus-lès-Yaucourt       | 80155      |                 | 15,19            | 553 (2022)                        | 36                 |
| Canchy                    | 80167      |                 | 6,47             | 346 (2022)                        | 53                 |
| Cocquerel                 | 80200      | Cocquerellois   | 9,54             | 219 (2022)                        | 23                 |
| Coulonvillers             | 80215      | Coulonvillerois | 9,47             | 207 (2022)                        | 22                 |
| Cramont                   | 80221      | Cramontois      | 9,56             | 304 (2022)                        | 32                 |
| Crécy-en-Ponthieu         | 80222      | Crécéens        | 56,55            | 1 352 (2022)                      | 24                 |
| Le Crotoy                 | 80228      | Crotellois      | 16,32            | 1 965 (2022)                      | 120                |
| Dominois                  | 80244      | Dominoisiens    | 6,15             | 170 (2022)                        | 28                 |
| Dompierre-sur-Authie      | 80248      |                 | 22,73            | 423 (2022)                        | 19                 |
| Domqueur                  | 80249      | Domqueurois     | 8,37             | 305 (2022)                        | 36                 |
| Domvast                   | 80250      | Domvastiens     | 12,85            | 341 (2022)                        | 27                 |
| Ergnies                   | 80281      | Ergniésiens     | 1,96             | 164 (2022)                        | 84                 |
| Estrées-lès-Crécy         | 80290      |                 | 11,19            | 397 (2022)                        | 35                 |
| Favières                  | 80303      |                 | 12,62            | 454 (2022)                        | 36                 |
| Fontaine-sur-Maye         | 80327      |                 | 5,67             | 159 (2022)                        | 28                 |
| Forest-l'Abbaye           | 80331      | Sylvains        | 3,3              | 314 (2022)                        | 95                 |
| Forest-Montiers           | 80332      | Forest-Montois  | 10,22            | 389 (2022)                        | 38                 |
| Fort-Mahon-Plage          | 80333      | Fort-Mahonnais  | 13,04            | 1 328 (2022)                      | 102                |
| Francières                | 80344      |                 | 5,81             | 172 (2022)                        | 30                 |
| Froyelles                 | 80371      |                 | 2,79             | 94 (2022)                         | 34                 |
| Gapennes                  | 80374      | Gapennois       | 11,37            | 273 (2022)                        | 24                 |
| Gorenflos                 | 80380      |                 | 6,17             | 236 (2022)                        | 38                 |
| Gueschart                 | 80396      |                 | 12,89            | 368 (2022)                        | 29                 |
| Hautvillers-Ouville       | 80422      | Hautvillois     | 6,06             | 543 (2022)                        | 90                 |
| Lamotte-Buleux            | 80462      |                 | 6,16             | 330 (2022)                        | 54                 |
| Ligescourt                | 80477      |                 | 5,12             | 222 (2022)                        | 43                 |
| Long                      | 80486      | Longiniens      | 9,19             | 599 (2022)                        | 65                 |
| Machiel                   | 80496      | Machielois      | 6,61             | 151 (2022)                        | 23                 |
| Machy                     | 80497      |                 | 3,29             | 118 (2022)                        | 36                 |
| Maison-Ponthieu           | 80501      | Maisonpontins   | 10,95            | 285 (2022)                        | 26                 |
| Maison-Roland             | 80502      |                 | 4,91             | 98 (2022)                         | 20                 |
| Mesnil-Domqueur           | 80537      |                 | 3,49             | 89 (2022)                         | 26                 |
| Millencourt-en-Ponthieu   | 80548      |                 | 8,62             | 343 (2022)                        | 40                 |
| Mouflers                  | 80574      |                 | 3,53             | 96 (2022)                         | 27                 |
| Nampont                   | 80580      | Nampontois      | 19,39            | 265 (2022)                        | 14                 |
| Neuilly-l'Hôpital         | 80590      | Neuillois       | 7,69             | 328 (2022)                        | 43                 |
| Neuilly-le-Dien           | 80589      |                 | 4,9              | 103 (2022)                        | 21                 |
| Nouvion                   | 80598      | Nouvionnais     | 15,73            | 1 207 (2022)                      | 77                 |
| Noyelles-en-Chaussée      | 80599      | Noyellois       | 10,47            | 243 (2022)                        | 23                 |
| Noyelles-sur-Mer          | 80600      |                 | 20,01            | 641 (2022)                        | 32                 |
| Oneux                     | 80609      | Oneuxois        | 12,49            | 445 (2022)                        | 36                 |
| Ponches-Estruval          | 80631      |                 | 7,04             | 117 (2022)                        | 17                 |
| Pont-Remy                 | 80635      | Pont-Rémois     | 9,93             | 1 467 (2022)                      | 148                |
| Ponthoile                 | 80633      | Pontilois       | 19,41            | 584 (2022)                        | 30                 |
| Port-le-Grand             | 80637      | Magniportains   | 11,28            | 268 (2022)                        | 24                 |
| Quend                     | 80649      | Quennois        | 37,78            | 1 280 (2022)                      | 34                 |
| Regnière-Écluse           | 80665      |                 | 9,54             | 130 (2022)                        | 14                 |
| Sailly-Flibeaucourt       | 80692      | Saillyssois     | 10,64            | 1 014 (2022)                      | 95                 |
| Saint-Quentin-en-Tourmont | 80713      |                 | 32,89            | 295 (2022)                        | 9                  |
| Saint-Riquier             | 80716      | Centulois       | 14,48            | 1 268 (2022)                      | 88                 |
| Le Titre                  | 80763      | Titrois         | 4,51             | 339 (2022)                        | 75                 |
| Vercourt                  | 80787      |                 | 4,67             | 97 (2022)                         | 21                 |
| Villers-sous-Ailly        | 80804      |                 | 6,26             | 174 (2022)                        | 28                 |
| Villers-sur-Authie        | 80806      |                 | 12,01            | 460 (2022)                        | 38                 |
| Vironchaux                | 80808      | Vironchellois   | 16,14            | 507 (2022)                        | 31                 |
| Vron                      | 80815      | Vronais         | 20,67            | 835 (2022)                        | 40                 |
| Yvrench                   | 80832      |                 | 9,29             | 298 (2022)                        | 32                 |
| Yvrencheux                | 80833      |                 | 6,01             | 126 (2022)                        | 21                 |

### Démographie
| 1968   | 1975   | 1982   | 1990   | 1999   | 2010   | 2015   | 2022   |
| ------ | ------ | ------ | ------ | ------ | ------ | ------ | ------ |
| 32 940 | 31 872 | 31 204 | 30 981 | 31 115 | 33 420 | 33 189 | 32 650 |

## Organisation

### Siège
Le siège de la communauté est fixé à Rue, dans la zone commerciale, 33 route du Crotoy.

### Élus
À compter des élections municipales de 2020 dans la Somme, le conseil communautaire comprend 96 sièges, répartis comme suit :

- 7 délégués pour Rue ;

- 5 délégués pour Le Crotoy ;

- 3 délégués pour Crécy-en-Ponthieu, Fort-Mahon-Plage, Nouvion, Pont-Remy, Quend et Saint-Riquier ; 

- 2 délégués pour Ailly-le-Haut-Clocher, Bussus-lès-Yaucourt, Sailly-Flibeaucourt et pour Vron ; 

- 1 délégué ou son suppléant pour les autres communes.
Au terme des élections municipales de 2020, le conseil communautaire restructuré a réélu le 15 juillet 2020 son président, Claude Hertault, ancien maire de  Nampont, ainsi que ses 14 vice-présidents, qui sont : 
1. Antoine Berthe, maire d'Ailly-le-Haut-Clocher, chargé de la gestion financière et de la  prospective budgétaire ;
2. Pierre Delcourt, maire du Titre, chargé du développement économique et de l'emploi ;
3. Patricia Poupart, maire de Vironchaux, chargée de l'urbanisme, de l'habitat, de l'aménagement du territoire et du  plan climat ;
4. Philippe Evrard, maire du Crotoy, chargé de la voirie, du transport et  de l'accessibilité territoriale ;
5. Matthieu Doyer, maire de Bussus-Bussuel, chargé de la préservation de l’environnement et du développement durable ;
6. Joël Farcy, premier maire-adjoint de Saint-Riquier, chargé de la construction, de la gestion et de l'entretien du patrimoine et des bâtiments intercommunaux ;
7. Franck Bouchez, premier maire-adjoint de Crécy-en-Ponthieu, chargé de l'attractivité du territoire et développement touristique ;
8. Éric Kraemer, élu à Fort-Mahon, chargé de la GEMAPI et de l'érosion du trait de côte ;
9. Patrick Bost, maire de Regnière-Ecluse, chargé des affaires scolaires ;
10. Isabelle Alexandre, maire d'Estrées-lès-Crécy, chargée de la petite enfance, de l'enfance et de la jeunesse ;
11. Maurice Forestier, maire de Nouvion, chargé du service d’aide à la personne, de la Marpa et de l'aide à domicile ;
12. Jacky Thueux, maire de Rue, chargé du développement numérique ;
13. Dominique Delannoy, conseiller municipal de Domvast, chargé de la politique culturelle et sportive ;
14. Éric Mouton, maire de Buigny-Saint-Maclou, chargé de l'habitat, du logement et de la rénovation énergétique.

Le président, les vice-présidents et deux autres membres constituent le bureau communautaire pour la mandature 2020-2026.

### Liste des présidents
| Période      | Période                       | Identité        | Étiquette | Qualité |
| ------------ | ----------------------------- | --------------- | --------- | --- |
| janvier 2017 | En cours (au 16 juillet 2020) | Claude Hertault | DVD       | Agriculteur Maire de Nampont (2001 → 2020) Conseiller départemental de Rue (2015 → ) Président du conseil d'administration du Crédit agricole de Rue ( ? → 2017) Réélu pour le mandat 2020-2026, |

### Personnel
En 2017, le personnel comprend 170 emplois permanents et se monte à 340 avec les contractuels et les vacataires.

### Compétences
L'intercommunalité exerce les compétences qui lui ont été transférées par les communes membres, dans les conditions déterminées par le code général des collectivités territoriales.
La compétence scolaire est assurée par la communauté. L'assemblée vote le retour à la semaine de quatre jours pour les écoliers dans sa séance du 31 juillet 2017. Les temps d'activités périscolaires au profit des enfants sont donc abandonnés à la rentrée  de septembre 2017.
Au 1er janvier 2018, la communauté assure juridiquement la compétence Gemapi (Gestion des milieux aquatiques et prévention des inondations). Techniquement, les organismes en place continuent d'intervenir : Syndicat mixte Baie de Somme Grand littoral picard (SMBSGLP : lutte contre la submersion marine et travaux de défense contre la mer), Syndicat hydraulique du Marquenterre (SIHAM : défense contre les inondations pour la Maye, le Dien et le Pendé) et institution interdépartementale d'aménagement de la vallée de l'Authie (EPTB Authie). 
Pour l'Authie, l'EPTB disparaît au 1er avril 2018. Un syndicat mixte, dit de la vallée de l'Authie, est créé. Il concernera huit intercommunalités de la Somme et du Pas-de-Calais, toutes concernées par le cours du fleuve.
En 2019, un centre intercommunautaire d'action sociale est créé (CIAS). Il aura notamment la responsabilité du portage de repas à domicile pour les personnes âgées.

### Régime fiscal et budget
La communauté de communes est un établissement public de coopération intercommunale à fiscalité propre.
Afin de financer l'exercice de ses compétences, l'intercommunalité perçoit la fiscalité professionnelle unique (FPU) – qui a succédé à la taxe professionnelle unique (TPU) – et assure une péréquation de ressources entre les communes résidentielles et celles dotées de zones d'activité.
La communauté a voté son tout premier budget le 29 mai 2017, à Nouvion, présenté par Alain Berthe, maire d’Ailly-le-Haut-Clocher et vice-président chargé des finances.
Ce budget s’élève à 23 millions en fonctionnement et 10,6 millions en investissement. Il est en augmentation par rapport aux budgets cumulés des trois intercommunalités que le Ponthieu-Marquenterre regroupe désormais : Haut-Clocher, Authie-Maye, Nouvionnais. 
Les dépenses sont principalement constituées des charges à caractère général (9,8 millions), dont les contrats de prestation de services (4,4 millions) et l’entretien des voies et réseaux (1 million). Les charges de personnel se montent à 5,2 millions, les attributions de compensation (par exemple la taxe sur les entreprises) reversées aux communes membres, 4,9 millions. 
Les principales recettes sont tirées des impôts et taxes pour 14,5 millions, des dotations de l’État, de la Région et du Département pour 2,1 millions et d’un report de résultat de 2016 : 2,7 millions.
Au chapitre des investissements, il reste des opérations à réaliser de 2016 qui n’ont pu être menées à terme par les trois anciennes intercommunalités (8,5 millions) : la construction de deux regroupements pédagogiques concentrés à Gueschart et Vron figure dans ces projets.
La taxe de séjour est étendue au reste du territoire, aux 61 communes qui n'étaient pas concernées jusqu'alors. Elle coûtera de 0,20 € à 1,50€ par nuitée.

## Projets et réalisations

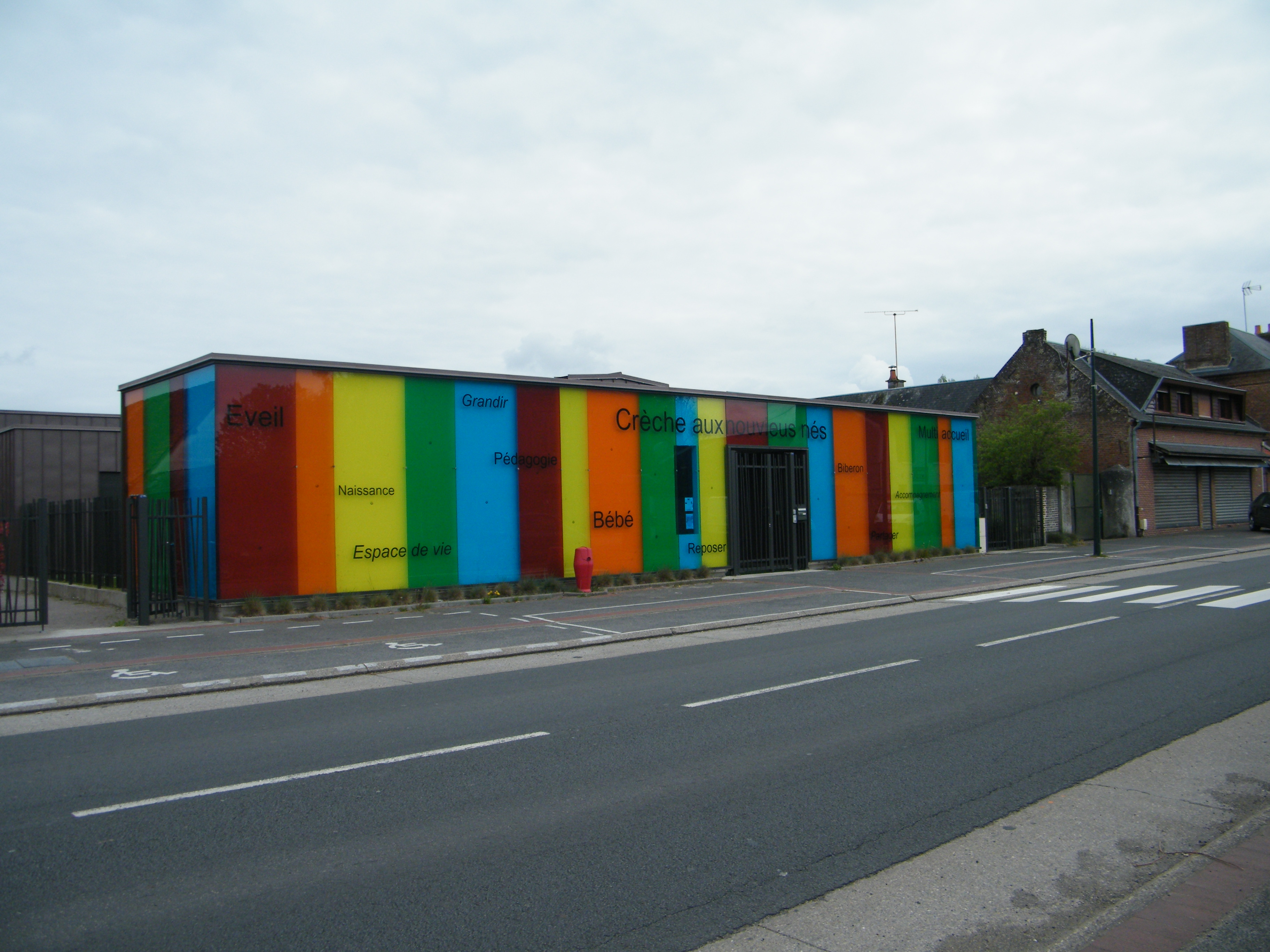
Crèche intercommunale à Nouvion.

Conformément aux dispositions légales, une communauté de communes a pour objet d'associer des « communes au sein d'un espace de solidarité, en vue de l'élaboration d'un projet commun de développement et d'aménagement de l'espace ».
Projets
L'harmonisation de la vie scolaire et des centres de loisirs est le premier défi à affronter pour l'assemblée.
Le projet de deux pôles de services éducatifs à Gueschart et à Vron, la création d'un office de tourisme intercommunal et la labellisation des points d'accueil multiservices au public de Crécy et Rue en maisons de services publics figurent au bilan des actions menées en 2017. Une crèche de 120 places ouvrira à Rue en février 2018. Une nouvelle déchetterie doit voir le jour à Nouvion. 
Dans le domaine scolaire, l'objectif est de ne conserver que 14 écoles sur le territoire à l'horizon 2020.
La communauté va devoir participer à la lutte contre les inondations tant pour le littoral que pour les risques liés aux cours d'eau. Un impôt de 11,58 € par habitant est voté le 13 février 2018 pour prendre en charge cette nouvelle responsabilité autrefois assumée par le département.